# Zuid-Koreaans voetbalelftal (mannen)
Het Zuid-Koreaans voetbalelftal is een team van voetballers dat Zuid-Korea vertegenwoordigt bij internationale wedstrijden en competities, zoals de (kwalificatie)wedstrijden voor het Wereldkampioenschap voetbal en de Asian Cup.
Het is een van de succesvolste nationale teams van Azië, sinds hun debuut op de Olympische Spelen in 1948. Nadat tijdens de eerste vijf deelnames aan een WK eindronde de eerste ronde niet werd overleefd bereikte het land op het WK van 2002, als mede-gastland, onder de Nederlandse coach Guus Hiddink de halve finale. Op het WK van 2006 sneuvelde Zuid-Korea onder leiding van de Nederlander Dick Advocaat weer in de eerste ronde.

## Deelname aan internationale toernooien
Zuid-Korea speelt op 7 maart 1954 zijn eerste kwalificatiewedstrijd voor het wereldkampioenschap voetbal. Ze spelen in Tokio tegen Japan en winnen de wedstrijd met 5–1. Het Zuid-Koreaanse elftal speelde daardoor in 1954 voor het eerst mee op het WK, dat toen in Zwitserland werd gehouden. Vier jaar later werd hun inschrijving door de FIFA afgewezen. Pas in 1986 wist het team zich weer te plaatsen. Sindsdien is het Zuid-Koreaanse team altijd present geweest op het WK, maar het wist tot 2002 nooit verder te komen dan de eerste ronde. In 1994 wisten de Zuid-Koreanen een 2–0 achterstand tegen Spanje in de laatste vijf minuten om te buigen in een 2–2 gelijkstand. Duitsland zette het team in de eerste helft op een 3–0 achterstand, in de tweede helft wist Zuid-Korea tot 3–2 te komen.
In 1998 werden de Koreanen in Frankrijk met 5–0 verslagen door het Nederlands elftal. Tijdens het WK van 2002 verbaasde het Zuid-Koreaanse team echter vriend en vijand door het op eigen bodem tot de vierde plaats te schoppen. Het versloeg voetbal grootmachten als Spanje en Italië om uiteindelijk te verliezen van Duitsland. De strijd om de derde en vierde plaats werd verloren van Turkije. Tijdens het WK van 2006 wist het team echter niet te overtuigen en strandde in de eerste ronde. In 2010 en 2022 behoorde Zuid-Korea tot de beste zestien.

### Wereldkampioenschap
| Wereldkampioenschap voetbal overzicht | Wereldkampioenschap voetbal overzicht | Wereldkampioenschap voetbal overzicht | Wereldkampioenschap voetbal overzicht | Wereldkampioenschap voetbal overzicht | Wereldkampioenschap voetbal overzicht | Wereldkampioenschap voetbal overzicht | Wereldkampioenschap voetbal overzicht | Wereldkampioenschap voetbal overzicht |
| Jaar                                  | Ronde                                 | Wed.                                  | W                                     | G                                     | V                                     | DV                                    | DT                                    |                                       |
| ------------------------------------- | ------------------------------------- | ------------------------------------- | ------------------------------------- | ------------------------------------- | ------------------------------------- | ------------------------------------- | ------------------------------------- | ------------------------------------- |
| 1954                                  | Groepsfase                            | 2                                     | 0                                     | 0                                     | 2                                     | 0                                     | 16                                    | (Kwal.)                               |
| 1958                                  | Mocht niet deelnemen                  | Mocht niet deelnemen                  | Mocht niet deelnemen                  | Mocht niet deelnemen                  | Mocht niet deelnemen                  | Mocht niet deelnemen                  | Mocht niet deelnemen                  | Mocht niet deelnemen                  |
| 1962                                  | Niet gekwalificeerd                   | Niet gekwalificeerd                   | Niet gekwalificeerd                   | Niet gekwalificeerd                   | Niet gekwalificeerd                   | Niet gekwalificeerd                   | Niet gekwalificeerd                   | Niet gekwalificeerd                   |
| 1966                                  | Teruggetrokken                        | Teruggetrokken                        | Teruggetrokken                        | Teruggetrokken                        | Teruggetrokken                        | Teruggetrokken                        | Teruggetrokken                        | Teruggetrokken                        |
| 1970                                  | Niet gekwalificeerd                   | Niet gekwalificeerd                   | Niet gekwalificeerd                   | Niet gekwalificeerd                   | Niet gekwalificeerd                   | Niet gekwalificeerd                   | Niet gekwalificeerd                   | Niet gekwalificeerd                   |
| 1974                                  | Niet gekwalificeerd                   | Niet gekwalificeerd                   | Niet gekwalificeerd                   | Niet gekwalificeerd                   | Niet gekwalificeerd                   | Niet gekwalificeerd                   | Niet gekwalificeerd                   | Niet gekwalificeerd                   |
| 1978                                  | Niet gekwalificeerd                   | Niet gekwalificeerd                   | Niet gekwalificeerd                   | Niet gekwalificeerd                   | Niet gekwalificeerd                   | Niet gekwalificeerd                   | Niet gekwalificeerd                   | Niet gekwalificeerd                   |
| 1982                                  | Niet gekwalificeerd                   | Niet gekwalificeerd                   | Niet gekwalificeerd                   | Niet gekwalificeerd                   | Niet gekwalificeerd                   | Niet gekwalificeerd                   | Niet gekwalificeerd                   | Niet gekwalificeerd                   |
| 1986                                  | Groepsfase                            | 3                                     | 0                                     | 1                                     | 2                                     | 4                                     | 7                                     | (Kwal.)                               |
| 1990                                  | Groepsfase                            | 3                                     | 0                                     | 0                                     | 3                                     | 1                                     | 6                                     | (Kwal.)                               |
| 1994                                  | Groepsfase                            | 3                                     | 0                                     | 2                                     | 1                                     | 4                                     | 5                                     | (Kwal.)                               |
| 1998                                  | Groepsfase                            | 3                                     | 0                                     | 1                                     | 2                                     | 2                                     | 9                                     | (Kwal.)                               |
| 2002                                  | Vierde                                | 7                                     | 3                                     | 2                                     | 2                                     | 8                                     | 6                                     |                                       |
| 2006                                  | Groepsfase                            | 3                                     | 1                                     | 1                                     | 1                                     | 3                                     | 4                                     | (Kwal.)                               |
| 2010                                  | Achtste finale                        | 4                                     | 1                                     | 1                                     | 2                                     | 6                                     | 8                                     | (Kwal.)                               |
| 2014                                  | Groepsfase                            | 3                                     | 0                                     | 1                                     | 2                                     | 3                                     | 6                                     | (Kwal.)                               |
| 2018                                  | Groepsfase                            | 3                                     | 1                                     | 0                                     | 2                                     | 3                                     | 3                                     | (Kwal.)                               |
| 2022                                  | Achtste finale                        | 4                                     | 1                                     | 1                                     | 2                                     | 5                                     | 8                                     | (Kwal)                                |
| 2026                                  | Kwalificatie nog niet begonnen        | Kwalificatie nog niet begonnen        | Kwalificatie nog niet begonnen        | Kwalificatie nog niet begonnen        | Kwalificatie nog niet begonnen        | Kwalificatie nog niet begonnen        | Kwalificatie nog niet begonnen        | Kwalificatie nog niet begonnen        |

### Confederations Cup
| Confederations Cup overzicht | Confederations Cup overzicht | Confederations Cup overzicht | Confederations Cup overzicht | Confederations Cup overzicht | Confederations Cup overzicht | Confederations Cup overzicht | Confederations Cup overzicht | Confederations Cup overzicht |
| Jaar                         | Ronde                        | Wed.                         | W                            | G                            | V                            | DV                           | DT                           |                              |
| ---------------------------- | ---------------------------- | ---------------------------- | ---------------------------- | ---------------------------- | ---------------------------- | ---------------------------- | ---------------------------- | ---------------------------- |
| 2001                         | Groepsfase                   | 3                            | 2                            | 0                            | 1                            | 3                            | 6                            |                              |

| Aziatisch kampioenschap voetbal overzicht | Aziatisch kampioenschap voetbal overzicht | Aziatisch kampioenschap voetbal overzicht | Aziatisch kampioenschap voetbal overzicht | Aziatisch kampioenschap voetbal overzicht | Aziatisch kampioenschap voetbal overzicht | Aziatisch kampioenschap voetbal overzicht | Aziatisch kampioenschap voetbal overzicht | Aziatisch kampioenschap voetbal overzicht |
| Jaar                                      | Ronde                                     | Wed.                                      | W                                         | G                                         | V                                         | DV                                        | DT                                        |                                           |
| ----------------------------------------- | ----------------------------------------- | ----------------------------------------- | ----------------------------------------- | ----------------------------------------- | ----------------------------------------- | ----------------------------------------- | ----------------------------------------- | ----------------------------------------- |
| 1956                                      | Kampioen                                  | 3                                         | 2                                         | 1                                         | 0                                         | 9                                         | 6                                         | (Kwal.)                                   |
| 1960                                      | Kampioen                                  | 3                                         | 3                                         | 0                                         | 0                                         | 9                                         | 1                                         |                                           |
| 1964                                      | Derde                                     | 3                                         | 1                                         | 0                                         | 2                                         | 2                                         | 4                                         |                                           |
| 1968                                      | Niet gekwalificeerd                       | Niet gekwalificeerd                       | Niet gekwalificeerd                       | Niet gekwalificeerd                       | Niet gekwalificeerd                       | Niet gekwalificeerd                       | Niet gekwalificeerd                       | Niet gekwalificeerd                       |
| 1972                                      | Tweede                                    | 5                                         | 1                                         | 2                                         | 2                                         | 7                                         | 6                                         | (Kwal.)                                   |
| 1976                                      | Niet gekwalificeerd                       | Niet gekwalificeerd                       | Niet gekwalificeerd                       | Niet gekwalificeerd                       | Niet gekwalificeerd                       | Niet gekwalificeerd                       | Niet gekwalificeerd                       | Niet gekwalificeerd                       |
| 1980                                      | Tweede                                    | 6                                         | 4                                         | 1                                         | 1                                         | 12                                        | 6                                         | (Kwal.)                                   |
| 1984                                      | Groepsfase                                | 4                                         | 0                                         | 2                                         | 2                                         | 1                                         | 3                                         | (Kwal.)                                   |
| 1988                                      | Tweede                                    | 6                                         | 5                                         | 1                                         | 0                                         | 11                                        | 3                                         | (Kwal.)                                   |
| 1992                                      | Niet gekwalificeerd                       | Niet gekwalificeerd                       | Niet gekwalificeerd                       | Niet gekwalificeerd                       | Niet gekwalificeerd                       | Niet gekwalificeerd                       | Niet gekwalificeerd                       | Niet gekwalificeerd                       |
| 1996                                      | Kwartfinale                               | 4                                         | 1                                         | 1                                         | 2                                         | 7                                         | 11                                        | (Kwal.)                                   |
| 2000                                      | Derde                                     | 6                                         | 3                                         | 1                                         | 2                                         | 9                                         | 6                                         | (Kwal.)                                   |
| 2004                                      | Kwartfinale                               | 4                                         | 2                                         | 1                                         | 1                                         | 9                                         | 4                                         | (Kwal.)                                   |
| 2007                                      | Derde                                     | 6                                         | 1                                         | 4                                         | 1                                         | 3                                         | 3                                         | (Kwal.)                                   |
| 2011                                      | Derde                                     | 6                                         | 4                                         | 2                                         | 0                                         | 13                                        | 7                                         |                                           |
| 2015                                      | Tweede                                    | 6                                         | 5                                         | 0                                         | 1                                         | 8                                         | 2                                         |                                           |
| 2019                                      | Kwartfinale                               | 5                                         | 4                                         | 0                                         | 1                                         | 6                                         | 2                                         | (Kwal)                                    |
| 2023                                      | Halve finale                              | 6                                         | 2                                         | 3                                         | 1                                         | 11                                        | 10                                        | (Kwal.)                                   |

| Oost-Aziatisch kampioenschap voetbal overzicht | Oost-Aziatisch kampioenschap voetbal overzicht | Oost-Aziatisch kampioenschap voetbal overzicht | Oost-Aziatisch kampioenschap voetbal overzicht | Oost-Aziatisch kampioenschap voetbal overzicht | Oost-Aziatisch kampioenschap voetbal overzicht | Oost-Aziatisch kampioenschap voetbal overzicht | Oost-Aziatisch kampioenschap voetbal overzicht | Oost-Aziatisch kampioenschap voetbal overzicht |
| Jaar                                           | Ronde                                          | Wed.                                           | W                                              | G                                              | V                                              | DV                                             | DT                                             |                                                |
| ---------------------------------------------- | ---------------------------------------------- | ---------------------------------------------- | ---------------------------------------------- | ---------------------------------------------- | ---------------------------------------------- | ---------------------------------------------- | ---------------------------------------------- | ---------------------------------------------- |
| 2003                                           | Kampioen                                       | 3                                              | 2                                              | 1                                              | 0                                              | 4                                              | 1                                              |                                                |
| 2005                                           | Vierde                                         | 3                                              | 0                                              | 2                                              | 1                                              | 1                                              | 2                                              |                                                |
| 2008                                           | Kampioen                                       | 3                                              | 1                                              | 2                                              | 0                                              | 5                                              | 4                                              |                                                |
| 2010                                           | Tweede                                         | 3                                              | 2                                              | 0                                              | 1                                              | 8                                              | 4                                              |                                                |
| 2013                                           | Derde                                          | 3                                              | 0                                              | 2                                              | 1                                              | 1                                              | 2                                              |                                                |
| 2015                                           | Kampioen                                       | 3                                              | 1                                              | 2                                              | 0                                              | 3                                              | 1                                              |                                                |
| 2017                                           | Kampioen                                       | 3                                              | 2                                              | 1                                              | 0                                              | 7                                              | 3                                              |                                                |
| 2019                                           | Kampioen                                       | 3                                              | 3                                              | 0                                              | 0                                              | 4                                              | 0                                              |                                                |
| 2022                                           | Tweede                                         | 3                                              | 2                                              | 0                                              | 1                                              | 6                                              | 3                                              |                                                |
| 2025                                           | Tweede                                         | 3                                              | 2                                              | 0                                              | 1                                              | 5                                              | 1                                              |                                                |

### CONCACAF Gold Cup
| CONCACAF Gold Cup overzicht | CONCACAF Gold Cup overzicht | CONCACAF Gold Cup overzicht | CONCACAF Gold Cup overzicht | CONCACAF Gold Cup overzicht | CONCACAF Gold Cup overzicht | CONCACAF Gold Cup overzicht | CONCACAF Gold Cup overzicht | CONCACAF Gold Cup overzicht |
| Jaar                        | Ronde                       | Wed.                        | W                           | G                           | V                           | DV                          | DT                          |                             |
| --------------------------- | --------------------------- | --------------------------- | --------------------------- | --------------------------- | --------------------------- | --------------------------- | --------------------------- | --------------------------- |
| 2000                        | Groepsfase                  | 2                           | 0                           | 2                           | 0                           | 2                           | 0                           |                             |
| 2002                        | Vierde                      | 5                           | 0                           | 2                           | 3                           | 2                           | 6                           |                             |

## Huidige selectie
De volgende spelers werden opgeroepen voor het WK 2022.
Interlands en doelpunten bijgewerkt tot en met de wedstrijd tegen  Brazilië op 5 december 2022.
| №           | Naam            | Wed. | Dlpnt. | Club                    |
| ----------- | --------------- | ---- | ------ | ----------------------- |
| Doel        |                 |      |        |                         |
|             | Kim Seung-gyu   | 71   | 0      | Al-Shabab               |
|             | Jo Hyeon-woo    | 22   | 0      | Ulsan Hyundai           |
|             | Song Bum-keun   | 1    | 0      | Jeonbuk Hyundai Motors  |
| Verdediging |                 |      |        |                         |
|             | Kim Young-gwon  | 100  | 7      | Ulsan Hyundai           |
|             | Kim Jin-su      | 65   | 2      | Jeonbuk Hyundai Motors  |
|             | Hong Chul       | 47   | 1      | Daegu                   |
|             | Kim Min-jae     | 47   | 3      | Napoli                  |
|             | Kwon Kyung-won  | 30   | 2      | Gamba Osaka             |
|             | Kim Moon-hwan   | 26   | 0      | Jeonbuk Hyundai Motors  |
|             | Kim Tae-hwan    | 19   | 0      | Ulsan Hyundai           |
|             | Cho Yu-min      | 5    | 0      | Daejeon Hana Citizen    |
|             | Yoon Jong-gyu   | 4    | 0      | FC Seoul                |
| Middenveld  |                 |      |        |                         |
|             | Jung Woo-young  | 70   | 3      | Al-Sadd                 |
|             | Lee Jae-sung    | 67   | 9      | Mainz 05                |
|             | Hwang In-beom   | 41   | 4      | Olympiakos              |
|             | Son Jun-ho      | 18   | 0      | Shandong Taishan        |
|             | Paik Seung-ho   | 15   | 3      | Jeonbuk Hyundai Motors  |
|             | Lee Kang-in     | 10   | 0      | RCD Mallorca            |
| Aanval      |                 |      |        |                         |
|             | Son Heung-min   | 108  | 35     | Tottenham Hotspur       |
|             | Hwang Ui-jo     | 53   | 16     | Olympiakos              |
|             | Hwang Hee-chan  | 51   | 10     | Wolverhampton Wanderers |
|             | Kwon Chang-hoon | 43   | 12     | Gimcheon Sangmu         |
|             | Na Sang-ho      | 26   | 2      | FC Seoul                |
|             | Cho Gue-sung    | 20   | 6      | Jeonbuk Hyundai Motors  |
|             | Song Min-kyu    | 13   | 1      | Jeonbuk Hyundai Motors  |
|             | Jeong Woo-yeong | 10   | 2      | SC Freiburg             |

## FIFA-wereldranglijst[2]
| 1993 | 1994 | 1995 | 1996 | 1997 | 1998 | 1999 | 2000 | 2001 | 2002 | 2003 | 2004 | 2005 | 2006 | 2007 | 2008 | 2009 | 2010 | 2011 | 2012 | 2013 | 2014 | 2015 | 2016 | 2017 | 2018 |
| ---- | ---- | ---- | ---- | ---- | ---- | ---- | ---- | ---- | ---- | ---- | ---- | ---- | ---- | ---- | ---- | ---- | ---- | ---- | ---- | ---- | ---- | ---- | ---- | ---- | ---- |
| 41   | 35   | 46   | 44   | 27   | 17   | 51   | 40   | 42   | 20   | 22   | 22   | 29   | 51   | 42   | 42   | 52   | 40   | 32   | 35   | 54   | 69   | 51   | 37   | 60   | 53   |

## Selecties

### Wereldkampioenschap
| Doel        |                 |  |  |                       |
| 1           | Lee Woon-Jae    |  |  | Suwon Bluewings       |
| 20          | Kim Young-Dae   |  |  | Busan IPark           |
| 21          | Kim Young-Kwang |  |  | Chunnam Dragons       |
| Verdediging |                 |  |  |                       |
| 2           | Kim Young-Chul  |  |  | Seongnam Ilhwa Chunma |
| 3           | Kim Dong-Jin    |  |  | FC Seoul              |
| 4           | Choi Jin-cheul  |  |  | Jeonbuk               |
| 6           | Kim Jin-kyu     |  |  | Jubilo Iwata          |
| 18          | Kim Sang-Sik    |  |  | Seongnam FC           |
| 22          | Song Chong-Gug  |  |  | Suwon Bluewings       |
| Middenveld  |                 |  |  |                       |
| 5           | Kim Nam-Il      |  |  | Suwon Bluewings       |
| 7           | Park Ji-Sung    |  |  | Manchester United     |
| 8           | Kim Do-heon     |  |  | Seongnam FC           |
| 12          | Lee Young-Pyo   |  |  | Tottenham Hotspur     |
| 13          | Lee Eul-Yong    |  |  | Trabzonspor           |
| 15          | Baek Ji-hoon    |  |  | FC Seoul              |
| 16          | Chung Kyung-Ho  |  |  | Gwangju Sangmu        |
| 17          | Lee Ho Lee      |  |  | Ulsan Hyundai         |
| 23          | Chi Won-hee     |  |  | Suwon Bluewings       |
| Aanval      |                 |  |  |                       |
| 9           | Ahn Jung-Hwan   |  |  | MSV Duisburg          |
| 10          | Park Chu-young  |  |  | FC Seoul              |
| 11          | Seol Ki-Hyeon   |  |  | Wolverhampton W.      |
| 14          | Lee Chun-Soo    |  |  | Ulsan Hyundai         |
| 19          | Cho Jae-Jin     |  |  | Shimizu S-Pulse       |

| Doel        |                 |     |    |                        |
| 1           | Kim Seung-gyu   | 33  | 0  | Vissel Kobe            |
| 21          | Kim Jin-hyeon   | 15  | 0  | Cerezo Osaka           |
| 23          | Cho Hyun-woo    | 6   | 0  | Daegu FC               |
| Verdediging |                 |     |    |                        |
| 2           | Lee Yong        | 28  | 0  | Jeonbuk Hyundai Motors |
| 3           | Jung Seung-hyun | 6   | 0  | Sagan Tosu             |
| 4           | Oh Ban-suk      | 2   | 0  | Jeju United            |
| 5           | Yun Young-sun   | 6   | 0  | Seongnam FC            |
| 6           | Park Joo-ho     | 36  | 0  | Ulsan Hyundai          |
| 12          | Kim Min-woo     | 20  | 1  | Sangju Sangmu          |
| 14          | Hong Chul       | 14  | 0  | Sangju Sangmu          |
| 19          | Kim Young-gwon  | 53  | 2  | FC Guangzhou           |
| 20          | Jang Hyun-soo   | 51  | 3  | FC Tokyo               |
| 22          | Go Yo-han       | 20  | 0  | FC Seoul               |
| Middenveld  |                 |     |    |                        |
| 8           | Ju Se-jong      | 11  | 1  | Asan Mugunghwa         |
| 13          | Koo Ja-cheol    | 68  | 19 | FC Augsburg            |
| 15          | Jung Woo-young  | 30  | 1  | Vissel Kobe            |
| 16          | Ki Sung-yueng   | 102 | 10 | Swansea City           |
| 17          | Lee Jae-sung    | 35  | 6  | Jeonbuk Hyundai Motors |
| Aanval      |                 |     |    |                        |
| 7           | Son Heung-min   | 67  | 21 | Tottenham              |
| 9           | Kim Shin-wook   | 50  | 10 | Jeonbuk Hyundai Motors |
| 10          | Lee Seung-woo   | 4   | 0  | Hellas Verona          |
| 11          | Hwang Hee-chan  | 14  | 2  | Red Bull Salzburg      |
| 18          | Moon Seon-min   | 3   | 1  | Incheon United         |

| Doel        |                 |     |    |                         |
|             | Kim Seung-gyu   | 71  | 0  | Al-Shabab               |
|             | Jo Hyeon-woo    | 22  | 0  | Ulsan Hyundai           |
|             | Song Bum-keun   | 1   | 0  | Jeonbuk Hyundai Motors  |
| Verdediging |                 |     |    |                         |
|             | Kim Young-gwon  | 100 | 7  | Ulsan Hyundai           |
|             | Kim Jin-su      | 65  | 2  | Jeonbuk Hyundai Motors  |
|             | Hong Chul       | 47  | 1  | Daegu                   |
|             | Kim Min-jae     | 47  | 3  | Napoli                  |
|             | Kwon Kyung-won  | 30  | 2  | Gamba Osaka             |
|             | Kim Moon-hwan   | 26  | 0  | Jeonbuk Hyundai Motors  |
|             | Kim Tae-hwan    | 19  | 0  | Ulsan Hyundai           |
|             | Cho Yu-min      | 5   | 0  | Daejeon Hana Citizen    |
|             | Yoon Jong-gyu   | 4   | 0  | FC Seoul                |
| Middenveld  |                 |     |    |                         |
|             | Jung Woo-young  | 70  | 3  | Al-Sadd                 |
|             | Lee Jae-sung    | 67  | 9  | Mainz 05                |
|             | Hwang In-beom   | 41  | 4  | Olympiakos              |
|             | Son Jun-ho      | 18  | 0  | Shandong Taishan        |
|             | Paik Seung-ho   | 15  | 3  | Jeonbuk Hyundai Motors  |
|             | Lee Kang-in     | 10  | 0  | RCD Mallorca            |
| Aanval      |                 |     |    |                         |
|             | Son Heung-min   | 108 | 35 | Tottenham Hotspur       |
|             | Hwang Ui-jo     | 53  | 16 | Olympiakos              |
|             | Hwang Hee-chan  | 51  | 10 | Wolverhampton Wanderers |
|             | Kwon Chang-hoon | 43  | 12 | Gimcheon Sangmu         |
|             | Na Sang-ho      | 26  | 2  | FC Seoul                |
|             | Cho Gue-sung    | 20  | 6  | Jeonbuk Hyundai Motors  |
|             | Song Min-kyu    | 13  | 1  | Jeonbuk Hyundai Motors  |
|             | Jeong Woo-yeong | 10  | 2  | SC Freiburg             |

### CONCACAF Gold Cup
| Doel        |                |  |  |                      |
| 1           | Kim Byung-Ji   |  |  | Ulsan Hyundai        |
| 21          | Lee Woon-Jae   |  |  | Daejeon Citizen      |
| Verdediging |                |  |  |                      |
| 2           | Kang Chul      |  |  | Bucheon SK           |
| 5           | Lee Lim-Saeng  |  |  | Bucheon SK           |
| 7           | Kim Tae-Young  |  |  | Chunnam Dragons      |
| 12          | Lee Young-Pyo  |  |  | Anyang LG Cheetahs   |
| 15          | Lee Min-Sung   |  |  | Sangju Sangmu        |
| 17          | Park Jin-Seop  |  |  | Sangju Sangmu        |
| 20          | Hong Myung-Bo  |  |  | Kashiwa Reysol       |
| 23          | Park Jae-hong  |  |  | Myongji Universiteit |
| Middenveld  |                |  |  |                      |
| 4           | Seo Dong-Won   |  |  | Daejeon Citizen      |
| 6           | Yoo Sang-Chul  |  |  | Yokohama F. Marinos  |
| 8           | Noh Jung-Yoon  |  |  | Cerezo Osaka         |
| 16          | Kim Do-Kyun    |  |  | Ulsan Hyundai        |
| 24          | Seol Ki-Hyeon  |  |  | Antwerp FC           |
| Aanval      |                |  |  |                      |
| 11          | Ahn Jung-Hwan  |  |  | Busan I'cons         |
| 18          | Hwang Sun-Hong |  |  | Samsung Bluewings    |
| 19          | Lee Dong-Gook  |  |  | Pohang Steelers      |
| 22          | Lee Kwan-Woo   |  |  | CD Olimpia           |

KFA · A-internationals · Selecties · Bondscoaches · Zuid-Koreaans vrouwenelftal · Olympisch elftal · Zuid-Korea U21 · Zuid-Korea U20 · Zuid-Korea U19 · Zuid-Korea U18 · Zuid-Korea U17
1940 – 1949 ·
1950 – 1959 ·
1960 – 1969 ·
1970 – 1979 ·
1980 – 1989 ·
1990 – 1999 ·
2000 – 2009 ·
2010 – 2019 ·
2020 − 2029
WK 1954 · 
WK 1986 · 
WK 1990 · 
WK 1994 · 
WK 1998 · 
WK 2002 · 
WK 2006 · 
WK 2010 · 
WK 2014 · 
WK 2018
OS 1948 ·
OS 1964 ·
OS 1988 ·
OS 1992 ·
OS 1996 ·
OS 2000 ·
OS 2004 ·
OS 2008 ·
OS 2012 ·
OS 2016 ·
OS 2020
1948 ·
1949 ·
1950 · 
1951 · 1952 · 
1953 · 
1954 · 
1955 · 
1956 · 
1957 · 
1958 · 
1959 ·
1960 · 
1961 · 
1962 · 
1963 · 
1964 · 
1965 · 
1966 · 
1967 · 
1968 · 
1969 ·
1970 · 
1971 · 
1972 · 
1973 · 
1974 · 
1975 · 
1976 · 
1977 · 
1978 · 
1979 ·
1980 · 
1981 · 
1982 · 
1983 · 
1984 · 
1985 · 
1986 · 
1987 · 
1988 · 
1989 ·
1990 ·
1991 · 
1992 · 
1993 · 
1994 · 
1995 · 
1996 · 
1997 · 
1998 · 
1999 · 
2000 · 
2001 · 
2002 · 
2003 · 
2004 · 
2005 · 
2006 · 
2007 · 
2008 · 
2009 · 
2010 · 
2011 ·
2012 ·
2013 ·
2014 ·
2015 ·
2016 ·
2017 ·
2018 ·
2019 ·
2020 ·
2021 ·
2022 ·
2023 ·
2024
Afghanistan ·
Algerije ·
Angola ·
Argentinië ·
Australië ·
Bahrein ·
Bangladesh ·
België ·
Bolivia ·
Bosnië en Herzegovina ·
Brazilië ·
Brunei ·
Bulgarije ·
Burkina Faso ·
Cambodja ·
Canada ·
Chili ·
China ·
Colombia ·
Costa Rica ·
Cuba ·
Denemarken ·
Duitsland ·
Ecuador ·
Egypte ·
El Salvador ·
Engeland ·
Filipijnen ·
Finland ·
Frankrijk ·
Georgië ·
Ghana ·
Griekenland ·
Guam ·
Guatemala ·
Haïti ·
Honduras ·
Hongarije ·
Hongkong ·
IJsland ·
India ·
Indonesië ·
Irak ·
Iran ·
Israël ·
Italië ·
Ivoorkust ·
Jamaica ·
Japan ·
Jemen ·
Joegoslavië ·
Jordanië ·
Kameroen ·
Kazachstan ·
Kenia ·
Kirgizië ·
Koeweit ·
Kroatië ·
Laos ·
Letland ·
Libanon ·
Libië ·
Luxemburg ·
Macau ·
Malediven ·
Maleisië ·
Mali ·
Malta ·
Marokko ·
Mexico ·
Moldavië ·
Mongolië ·
Myanmar ·
Nederland ·
Nepal ·
Nieuw-Zeeland ·
Nigeria ·
Noord-Ierland ·
Noord-Korea ·
Noord-Macedonië ·
Noorwegen ·
Oekraïne ·
Oezbekistan ·
Oman ·
Pakistan ·
Palestina ·
Panama ·
Paraguay ·
Peru ·
Polen ·
Portugal ·
Qatar ·
Roemenië ·
Rusland ·
Saoedi-Arabië ·
Schotland ·
Senegal ·
Servië ·
Servië en Montenegro ·
Singapore ·
Slowakije ·
Soedan ·
Spanje ·
Sri Lanka ·
Syrië ·
Tadzjikistan ·
Taiwan ·
Thailand ·
Togo ·
Trinidad en Tobago ·
Tsjechië ·
Tunesië ·
Turkije ·
Turkmenistan ·
Uruguay ·
Venezuela ·
Verenigde Arabische Emiraten ·
Verenigde Staten ·
Vietnam ·
Wales ·
Wit-Rusland ·
Zambia ·
Zuid-Jemen ·
Zuid-Vietnam ·
Zweden ·
Zwitserland
Algerije (2014) · 
Australië (2015, 2) ·
België (2014) · 
Duitsland (2018) · 
Frankrijk (2006) · 
Griekenland (2010) ·
Mexico (2018) ·
Nigeria (2010) · 
Portugal (2022) · 
Rusland (2014) · 
Togo (2006) · 
Zweden (2018) ·
Zwitserland (2006)